# محمد الهدار
محمد بن عبد الله الهدار (1340 - 1418 هـ) أديب وشاعر وعالم دين يمني وداعية إسلامي. تولى الإفتاء بمحافظة البيضاء باليمن. وهو المؤسس لـ(رباط الهدار) للعلوم الشرعية بمدينة البيضاء سنة 1380 هـ. وله الكثير من الرحلات الدعوية إلى مختلف بلدان العالم الإسلامي، والعديد من المؤلفات القيمة.

## نسبه
محمد بن عبد الله الهدار بن شيخ بن أحمد بن محسن بن علي بن صالح بن محمد بن صالح بن أحمد بن الحسين بن الشيخ أبي بكر بن سالم بن عبد الله بن عبد الرحمن بن عبد الله بن عبد الرحمن السقاف بن محمد مولى الدويلة بن علي بن علوي الغيور بن الفقيه المقدم محمد بن علي بن محمد صاحب مرباط بن علي خالع قسم بن علوي بن محمد بن علوي بن عبيد الله بن أحمد المهاجر بن عيسى بن محمد النقيب بن علي العريضي بن جعفر الصادق بن محمد الباقر بن علي زين العابدين بن الحسين السبط بن الإمام علي بن أبي طالب، والإمام علي زوج فاطمة بنت محمد ﷺ.
فهو الحفيد 36 لرسول الله محمد ﷺ في سلسلة نسبه.

## مولده ونشأته
ولد في قرية عزة من ضواحي مدينة البيضاء باليمن سنة 1340 هـ من بيت اشتهر بالعلم والتعليم والدعوة والإصلاح بين الناس، ووالدته نور بنت عبد الله بن عوض باصهي. كان جده محسن بن علي أول من هاجر من عينات بحضرموت إلى مدينة البيضاء، التي نشأ بها، وتردد على القاضي حمود الكستبان، ومفتي البيضاء محمد بن حسين الهيثمي آخذا منهما مبادئ علومه الأولية. وما إن بلغ السابعة عشرة من عمره حتى استعد للرحيل لطلب العلم مع رفيقه محسن بن محمد بن عبد الرحمن الهدار، واتجها إلى عدن مشيًا على الأقدام ليواصلا سفرهما بعد ذلك إلى تريم والتحقا برباطها (رباط تريم)، وعكفا لدى الحبيب عبد الله بن عمر الشاطري، واستمرا في الرباط عدة سنوات.

## شيوخه
وله الكثير من العلماء الذين أخذ عنهم من مختلف البلدان، ومن أشهرهم:
- والده عبد الله بن شيخ الهدار
- عبد الله بن عمر الشاطري
- جعفر بن أحمد العيدروس
- علوي بن عبد الله بن شهاب الدين
- علوي بن عباس المالكي
- أحمد مشهور بن طه الحداد
- حمود الكستبان
- محمد بن حسين الهيثمي
- إبراهيم بن عمر بن عقيل
- أحمد بن صالح الحداد
- محفوظ بن سالم الزبيدي
- محمد بن أحمد الشاطري
- محمد بن سالم بن حفيظ
- عمر بن عوض حداد
- محسن بن عبدالله المحضار
- عبدالقادر بن أحمد السقاف

## أعماله ورحلاته لنشر الإسلام
لما رجع من تريم افتتح في عزة مدرسة العلم الشريف، التي تأسست سنة 1362 هـ، ثم رحل إلى بلاد الصومال واشتغل إماما بمسجد مرواس بالعاصمة مقديشو، وبقي هناك متنقلا حينا إلى البيضاء وحينا آخر إلى الصومال حتى سنة 1380 هـ، فأنشأ المعهد العلمي (رباط الهدار) للعلوم الشرعية بمدينة البيضاء تحت إشرافه ومساهمة عدد من المدرسين كالسيد زين بن إبراهيم بن سميط والسيد أحمد بن عمر بن شيخان الحبشي. ويعد هذا الرباط من أبرز المعالم الدينية في محافظة البيضاء واليمن. ففي الرباط تقام الحلقات والدروس العلمية والشرعية واللغوية وقراءة الأذكار والأوراد ومجالس الخير والمحاضرات تحت إشراف عدد من أنجاله من بعده. وقد تخرج من (رباط الهدار) كثير من الطلاب من مختلف محافظات اليمن وغيرها من الدول، من إندونيسيا والحجاز والصومال.
وله نشاط كبير في طريق الدعوة إلى الله بين المدن والقرى، ورحلات إلى بلدان شرق أفريقيا ودول جنوب شرق آسيا وبلاد العراق والشام وغيرها من بلاد المسلمين. وقد قضى كل حياته في العمل والعلم والدعوة إلى الله حتى أخريات عمره، وقد اختار في أخريات حياته المجاورة بالحرمين الشريفين.

## مؤلفاته
كان ذا ثقافة وأدب واسع فطالما قرأ في كتب الأدب، مثل «مغني اللبيب» و«ديوان المتنبي»، فهو شاعره المفضل الذي يكاد يحفظ ديوانه، وكذلك «ديوان الإمام الحداد»، وكان يقيم درس في شرح «ألفية ابن مالك» وكذلك كتاب «مقامات الحريري» وغيرها الكثير. وله عدة قصائد وخطب ومقالات ومكاتبات بليغة ومفيدة، وبلغ عدد مؤلفاته 24 مؤلفًا منها:
- «كشافة المجهول ومبرئة المعلول» منظومة شعرية تجاوز عدد أبياتها الاثنا عشر ألف بيت
- «شفاء السقيم في أحاديث المنقذ العظيم»
- «عجلة السباق إلى مكارم الأخلاق»
- «صاروخ القرآن والسنة على رؤوس الفتنة»
- «جواهر الجواهر»
- «كيفية حفظ أهم الواجبات»
- «نيل السعادة من مخ العبادة»
- «رسالة الحج المبرور»
- «مفتاح الحج»
- «ناشئة الليل»
- «النفحات الرمضانية»
- «الفتح والنصر»
- «الباقيات الصالحات»
- «الفؤاد الاثنا عشر»
- «كاسحات الألغام»
- «التحصين الحصين»
- «فوائد ودعوات في العشر وعرفات»
- «صاروخ الدعاء»
- «صاروخ الإصابة»
- ديوان شعر

## ذريته
وقد أعقب أولادًا قال فيهم: "لقد نذرتهم لله وهم في بطون أمهاتهم آملا من الله سبحانه وتعالى أن يجعلهم من خدمة الشريعة، ومن مبلغيها إلى مشارق الأرض ومغاربها"، ويضيف إلى ذلك قوله: "مع كمال النفع والانتفاع والإخلاص والزهد والعافية واليقين"، وعددهم أحد عشر من الذكور وهم: الحسن، والحسين، وأحمد، وطاهر، وعبد الله، وزين، وإبراهيم، وهاشم، وطه، وعبد الرحمن، وحمزة، وكلهم من طلبة العلم، كما ترك أربع عشرة بنتا وأربع زوجات.

## وفاته
كان يحرص على السكن في مكة المكرمة لكون الأعمال تتضاعف فيها، وكان كثير التردد على مجالس العلم التي تعقد في مكة والمدينة عند كثير من العلماء، حتى توفي في تمام الساعة العاشرة مساء الإثنين الموافق الثامن من شهر ربيع الثاني سنة 1418 هـ، ودفن في مقبرة المعلاة بمكة بجوار الحبيب أحمد مشهور الحداد.

### استشهادات
1. ↑  "محمد بن عبد الله الهدار". معجم البابطين لشعراء العربية في القرنين التاسع عشر والعشرين. مؤرشف من الأصل في 2020-11-02.